# لوحة الألوان (حوسبة)
في الرسوميات الحاسوبية، لوحة الألوان أو المَلون هي مجموعة محدودة من الألوان. ويشير المصطلح أيضاً في برامج الرسم وتحرير النصوص إلى النافذة الجانبية على الشاشة التي تحوي على مجموعة من الألوان القابلة للاختيار لتلوين العناصر.
عند مواجهة حدود تقنية برمجية أو عتادية، فيمكن استسهام لوحة الألوان المتضمّنة ضمن الملف من أجل إدارة سعة تخزين الصور الرقمية مع ضمان الدقة باستخدام تقنيات ضغط حاسوبية.